# Cullerlie Stone Circle

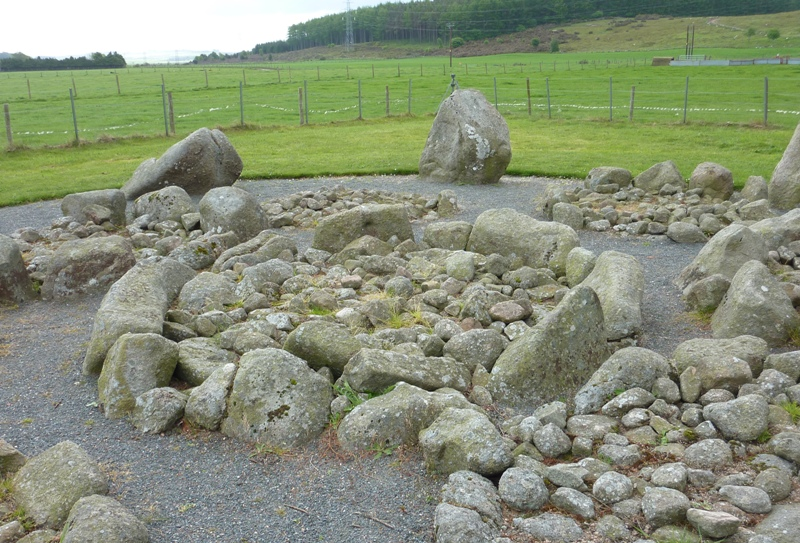
De grootste cairn in het midden van de steencirkel.

De Cullerlie Stone Circle, ook bekend onder de naam Standing Stones of Echt, is een steencirkel uit de bronstijd, gelegen bij Garlochie, 4,8 kilometer ten oostzuidoosten van Echt, in de Schotse regio Aberdeenshire.

## Beschrijving
De Cullerlie Stone Circle dateert uit de bronstijd, ongeveer 2000 v.Chr. De cirkel heeft een diameter van 10,2 meter en bestaat uit acht stenen van rood graniet. De stenen zijn dusdanig geplaatst, dat ze hoger worden naar het noorden toe. De laagste steen is 1,09 meter hoog, de hoogste is 1,80 meter.
De basis van elke steen is puntig gemaakt, zodat de steen stabieler staat in het losse grind waar de grond uit bestaat. De zure turfgrond die in de latere prehistorie is ontstaan en oprees langs de stenen, heeft de stenen aan de onderzijde beschadigd.
In de cirkel bevinden zich acht kleine grafheuvels (cairns), waarvan de grootste in het centrum van de steencirkel ligt. Deze heeft een diameter van 3,5 meter. Zes van de cairns zijn gemarkeerd door een kring van elf kleine stenen (kerbs). Eentje ervan is gemarkeerd door een dubbele kring van in totaal elf stenen en eentje heeft geen markering.
De cairns zijn van latere datum dan de steencirkel en werden gebouwd over plaatsen waar zich vuurkuilen bevonden, die gebruikt werden om mensen te cremeren. In vijf van de cairns werden botresten aangetroffen en houtskoolresten van eik en hazelaar.
Voordat de vuurkuilen werden aangelegd, was de steencirkel platgemaakt en was er een vuur aangelegd van wilgenhout.
De Cullerlie Stone Circle werd opgegraven en gereconstrueerd in 1934.

## Beheer
De Cullerlie Stone Circle wordt beheerd door Historic Environment Scotland.